# Suaita
Suaita ist eine Gemeinde (municipio) im Departamento Santander in Kolumbien.

## Geographie
Die Gemeinde Suaita liegt in der Provinz Comunera im südöstlichen Santander in den kolumbianischen Anden 187 km von Bucaramanga entfernt auf einer Höhe von etwa 1700 Metern und hat eine Jahresdurchschnittstemperatur von etwa 19 °C. An die Gemeinde grenzen im Norden Guadalupe und Oiba, im Osten San Benito, im Süden Gámbita sowie Santana und Chitaraque im Departamento de Boyacá und im Westen Charalá.

## Bevölkerung
Die Gemeinde Suaita hat 10.006 Einwohner, von denen 1801 im städtischen Teil (cabecera municipal) der Gemeinde leben (Stand: 2019).

## Geschichte
Vor der Ankunft der Spanier lebte auf dem Gebiet des heutigen Suaita das indigene Volk der Corbaraques, das unter den Herrschaftsbereich der Guanes fiel. Das moderne Suaita wurde 1699 gegründet, wenngleich manche Historiker als Gründungsdatum 1675 nennen.

## Wirtschaft
Der wichtigste Wirtschaftszweig in Suaita ist die Landwirtschaft. Neben der Rinderproduktion ist insbesondere der Anbau von Zuckerrohr für Panela, Kaffee und Zitruspflanzen wichtig. Außerdem gibt es noch Teichwirtschaft. Zudem wird verstärkt auf Tourismus gesetzt.